# Diego Alfonso
Diego Ignacio Alfonso (n. 28 de junio de 1982, provincia de Buenos Aires) es un actor, cantante y productor argentino. Su carrera artística se ha desarrollado en la televisión, cine, teatro y música en América Latina desde 2009.

## Biografía
[cita requerida]
Nace en la ciudad de Haedo, Buenos Aires en 1982. Comenzó en la TV Argentina en la serie documental Algo habrán hecho, de Felipe Pigna. 
En 2008 se integra a Los exitosos Pells, tira del canal Telefe y producida por Underground y Endemol.
En 2009 participa en la serie Botineras, también de Underground y Endemol para TELEFE , protagonizada por Nicolás Cabre, Romina Gaetani, Gonzalo Valenzuela, Isabel Macedo y Damian de Santo; también participa en el sketch del programa de Susana Giménez junto a Florencia Peña y Claudia Fontan, para Telefe.  
En 2010 ingresa en el papel de Romeo a la serie Casi ángeles, en su cuarta temporada, producida por Cris Morena para Telele y protagonizada por Lali Espósito, Nicolás Riera, Gastón Dalmau y Pedro Lanzani; también en ese año participa en el papel de Maxi en el unitario Para Vestir Santos, protagonizado por Celeste Cid, Gabriela Toscano y Griselda Siciliani, producida por Pol-ka para Canal 13.
En 2011 se radica en México
En 2012 su primer single  llamado Ese Duende, compuesto por Luis Boccia Brandi es muy bien recibido en países como España, México, Argentina,  al igual que su videoclip dirigido por Atilio Massa. debido a ello, Diego se presenta en varias estaciones radiales y programas de televisión latinoamericanos como Chevere Nights en República Dominicana.
En 2013, sigue con su EP del que se desprende el segundo sencillo llamado «Todas Las Flores», un tema de la banda Presuntos Implicados, que le da a Diego la posibilidad de ganar en México el Premio FilmeWeb a la Voz Revelación. Esta canción cuenta con la participación del reconocido rapero argentino Sergio Sandoval.
El tema tiene también su videoclip nuevamente dirigido por Atilio Massa. 
De ese álbum también podemos escuchar «Esse Anjo», versión en portugués de «Ese Duende» y «Tenerte Aquí Otra Vez», . Ese año también presenta el premio actor revelación en Los Nickelodeon Kids Choice Awards Mexico junto a Jass Reyes y Regina Blandon.
Diego graba el tema «Sueño» (Fallen) junto a Mike Zubi, actor y cantante argentino radicado en París donde protagoniza el musical Le bal des vampires dirigido por Roman Polanski.
Ese año también asiste a la entrega de los Latin Grammy en Las Vegas y a los Latin Billboard a la música mexicana en el Dolby Theatre en Hollywood
En 2014 protagoniza la obra Sinfonía de un Recuerdo en el ropero , de Eduardo Cortes Moreno, en el marco de Microteatro México; luego participa en la película Cuatro Lunas en el papel de Ricky y también se incluye su canción Esse Anjo en el soundtrack del filme a estrenarse en febrero de 2015 en México. Esta película estuvo en competencia en varios festivales como, San Sebastián, Guadalajara FICG , Monterrey (premio Mejor Largometraje mexicano), etc. 
Más adelante obtiene un papel en la película mexicana A La Mala dirigida por Pitipol Ybarra y protagonizada por Aislinn Derbez y Mauricio Ochmann, con producción de Videocine y con fecha de estreno en febrero de 2015 en USA y México.
Hacia fines del 2014 Diego es convocado para protagonizar Euridice, short film dirigido por Marco Ortiz.
también protagoniza en el rol de Damian, el short film Elevador , dirigido una vez más por Marco Ortiz.
En diciembre Diego lanza su primer disco titulado “Diego Alfonso” que consta de 13 canciones, algunas de su autoría.
El disco se grabó en Argentina, bajo la producción musical de Elian Sellanes y masterizado en varios países como USA, Australia y México. 
Dentro de esta producción hay un tema junto a la cantante Lowrdez, exlíder del exitoso grupo argentino Bandana, titulado “El Alma en Pie”, el cual fue presentado en vivo en varios medios al igual que el videoclip dirigido por Atilio Massa filmado entre Buenos Aires y México D. F.
Se incluyen dos temas en portugués  - Esse Anjo y A Estrela Do Desejo - como bonus tracks al igual que la versión acústica de Ese Duende, grabada en Mendoza, Argentina, para el ciclo PPTH Sessions.
En 2015 Diego protagoniza el short film " Infinito" dirigido por el mexicano Marco Ortiz . 
Luego filma su primer protagónico en un largometraje argentino "Ecuación "dirigido por Sergio Mazurek .
Allí comparte créditos con Carlos Echevarria y Roberto Carnaghi entre otros grandes actores .
En 2016 Diego funda en México la productora Brooma Productions, con la cual realiza diversos trabajos en México, Estados Unidos, Argentina, Panamá y Brasil , tanto en gráfica como en TV, Teatro y Cine.
En 2018 filma un co-protagónico bajo las órdenes del director guatemalteco Kenneth Müller, en la cinta “ Nebaj” donde personifica a Justo, capitán del ejército de Guatemala durante el conflicto armado interno que ocurrió en ese país durante 30 años . La película se basa en el libro de Tomas Guzaro “Nebaj, Escapando del fuego” . En la cinta trabaja junto a Fernando Cuautle, Ana Serradilla, David Medel y Saul Lisazo, entre otros talentos .
Nebaj participa en festivales como el Cana Dorada en Rep. Dominicana en 2019, el San Diego Latino Film Fest 2020, etc 
En 2020 publica la canción Ven a Bailar, junto al reconocido cantautor argentino Qiro, durante el confinamiento por el Covid 19. 
En 2021 Diego se une al elenco de la serie Diario de un Gigoló de Telemundo para Netflix. Comparte el proyecto con actores internacionales como Adriana Barraza, Jesús Castro, Alosian Vivancos, Fabiola Campomanes y Eugenia Tobal, entre otros y también participa de la película mexicana “ Háblame de ti” dirigida por Eduardo Cortés, producida por Sobrevivientes Films . En 2023 produce con su compañía Brooma Films el largometraje “ El Nuevo Novio de Lucía” del director argentino Matías de Leis Correa, junto a las productoras De Atar Contenidos ( Argentina ) y Matchbox Films ( UK) , film que protagoniza Victorio D’Alessandro y cuenta en el elenco con Julia Dorto, Diego Alfonso, Santiago Magariños, Candela Iriarte, Guido Botto Fiora, Miguel Di Lemme entre otros . En 2024 la película estrena en el Girona International Film Festival, llevándose dos premios, Best Acting Ensemble y Best Dialogues . El Nuevo Novio de Lucía se estrena luego en cines en Argentina el 28 de noviembre de 2024 . A finales de 2024 arranca a grabar el siguiente largometraje de Matías de Leis Correa donde obtiene el personaje principal . 

## Discografía
DIEGO ALFONSO EP (2012)
Ese duende
Todas las flores
Tenerte aquí otra vez
Esse anjo
DIEGO ALFONSO (2014)
Ese duende
El alma en pie (ft. Lowrdez)
Todas las flores (ft. Sandoval)
Tenerte aquí otra vez
15 minutos
Sueño (ft. Mike Zubi)
No olvides
Sensación
Junto a ti
La estrella del deseo
Ese Duende (acústico)
12. Esse anjo (en portugués)
13. A estrela do desejo (en portugués)

## Videoclips
Ese Duende
Todas las Flores (ft. Sandoval)
Sueño  (ft. Mike Zubi)
El alma en pie (ft. Lowrdez)
Ese Duende (acústico)
Ven a Bailar ( ft. Qiro)

## Filmografía

### Televisión
- Los exitosos Pells (2008) — Panchero
- Algo habrán hecho (2008) — Pedro
- Susana Giménez (2009) — Raul Calero
- Botineras (2009) — Raul Calero
- Los exitosos Pérez (2009-2010) — Salesman

- Casi ángeles (2010) — Romeo
- Para vestir santos (2010) — Maxi
- Drenaje profundo (2010)
- 16 Cincuenta (2018) — Martin Heredia
- Diario de un gigoló (2022) — Aguilar[2]

## Películas
- El premio (2010)
- Cuatro lunas (2014) — Ricky
- Euridice (2014)
- Elevador (2014) — Damián
- A la mala (2014)
- Ecuación (2015) — Marco Pinotti
- Infinito (2016) — Santiago
- Absoluto (2016) — Emilio
- Nebaj (2019)
- Háblame de ti (2021) — Testigo
- El Nuevo Novio de Lucía (2023) - Lautaro

## Teatro
- Sinfonía de un recuerdo en e ropero (2014)

## Reconocimientos
- Premio Filme Web México como Voz Revelación
- Best Acting Ensemble ( Girona Film Festival 2024) for Lucia’s New Boyfriend